# 世戸さおり
世戸 さおり（せと さおり、1982年9月3日 - ）は、日本の声優、舞台女優。埼玉県出身。

## 人物
趣味は料理、ホームパーティ。2014年4月1日に、それまで所属していたマウスプロモーションを離れフリーとなる。2018年7月8日にブログにて、第二子の妊娠を報告した。
ヨーロッパ在住時に、友人から借りた『ファイアーエムブレム 暗黒竜と光の剣』のファイアーエムブレムを知った。お気に入りはアベルとカイン。この『ファイアーエムブレム 覚醒』のオファーを受けて初めて原作がゲームだと認識した。
オファー後に、『覚醒』『ファイアーエムブレム 新・暗黒竜と光の剣』、『ファイアーエムブレム 新・紋章の謎 〜光と影の英雄〜』、バーチャルコンソールの『ファイアーエムブレム 聖戦の系譜』とシリーズ作品をプレイしたが、『ファイアーエムブレム 暗黒竜と光の剣』は難解で挫折している。このオリジナルの『暗黒竜』でアベルが出っ歯だという事を知った上に、自身が演じた殆どのアンナも見たと語っている。
2015年開催した『ファイアーエムブレム祭』の司会のオファーの経緯はインテリジェントシステムズから「祭でFEの世界を導けるのがアンナである事、世戸さんがはまり役』である事が要因であった。

## 出演

### テレビアニメ
2005年
- ToHeart2（先生）

2006年
- ARIA The NATURAL（少女A）
- 格闘美神 武龍 REBIRTH（リカ）
- 結界師（キョーコ、TVレポーター）
- デジモンセイバーズ（レポーター）
- ちょこッとSister（友人A）
- NARUTO -ナルト-（入浴中の女性）
- パッタ ポッタ モン太（モモコ）
- 無敵看板娘（ちえみ、他）

2007年
- 英國戀物語エマ 第二幕（フランシス、イーダ、ウィリアム〈幼年〉）
- おおきく振りかぶって
- 獣神演武 -HERO TALES-（女）
- 神曲奏界ポリフォニカ（女精霊）
- 逮捕しちゃうぞ フルスロットル（女性）
- 東京魔人學園剣風帖 龖（キャスター、葵の母、謎の少女 / サクヤ、六道世羅、チビ京一 他） - 2シリーズ
- ヒロイック・エイジ（ヘスティア、大使夫人）
- BLUE DROP 〜天使達の戯曲〜（ノヴァール・オペ3）
- もやしもん（白癬菌）
- ロミオ×ジュリエット（ベトルーキオの弟）

2008年
- イタズラなKiss（ぷーた、松本綾子、永沢秋子、女子生徒、アナウンス 他）
- うちの3姉妹（けん、スーのクラスの先生）
- カイバ
- かのこん（佐々森ユウキ）
- クリスタル ブレイズ（少女、部下、ホステス）
- シゴフミ（女子）
- 純情ロマンチカ2（メイド）
- 隠の王（母親）
- 熱走!亀1グランプリ（進藤輝、ナターシャ・ホーセキスキー、ブリーカーキング）
- ネットゴーストPIPOPA（秋川優子、コスモン、プリリン、本条千鶴）
- のだめカンタービレ シリーズ（2008年 - 2010年、セリーヌ、子供2、妖精、マジノ、不動産屋 他） - 2シリーズ
- BUS GAMER
- 北斗の拳 ラオウ外伝 天の覇王（妻）

2009年
- CANAAN（磯千晶、女性アナウンサー、女性アナウンサーA、アナウンサーB）
- スペクタキュラー・スパイダーマン（メリージェーン・ワトソン）
- 空を見上げる少女の瞳に映る世界（教師A）
- とある科学の超電磁砲（バスガイド）
- バスカッシュ!（ケベルの奥さん、スタッフA、幼年ダン、男の子、ナレーター）
- フレッシュプリキュア!（レイカ）
- 夢色パティシエール（2009年 - 2010年、天野杏子） - 2シリーズ
- RIDEBACK -ライドバック-（女性レポーター）

2010年
- ストライクウィッチーズ シリーズ（2010年 - 2020年、坂本美緒〈第2期以降〉） - 2シリーズ
- FAIRY TAIL（2010年 - 2025年、エバーグリーン） - 4シリーズ

2011年
- THE IDOLM@STER（ダンスコーチ）
- IS 〈インフィニット・ストラトス〉（黛薫子）
- 30歳の保健体育（名だたる性愛の女神）
- 夏目友人帳 参（女呪術師）

2012年
- ハイスクールD×D（2012年 - 2015年、グレイフィア） - 3シリーズ

2013年
- 探検ドリランド -1000年の真宝-（チェリー）
- フォトカノ（喜多川美紗）

2014年
- ガールフレンド（仮）（岩本樹）

2015年
- 蒼穹のファフナー EXODUS（堂馬舞）
- ユリ熊嵐（生徒）

2018年
- 妖怪ウォッチ シャドウサイド（千堂レイ）

2019年
- ストライクウィッチーズ 501部隊発進しますっ!（2019年 - 2021年、坂本美緒） - 2シリーズ

2024年
- BLEACH 千年血戦篇-相剋譚-（浮竹駒）

### 劇場アニメ
- あらしのよるに（2005年、サル）
- ヱヴァンゲリヲン新劇場版:破（2009年）
- ストライクウィッチーズ 劇場版（2012年、坂本美緒[16]）
- ストライクウィッチーズ 劇場版 501部隊発進しますっ！（2019年、坂本美緒[17]）
- すずめの戸締まり（2022年）

### OVA
2000年代
- かのこん〜真夏の大謝肉祭〜（2009年、佐々森ユウキ）
- 少女ファイト（2009年、早坂奈緒）
- 独白するユニバーサル横メルカトル Egg Man（2009年、カレン）

2010年代
- うる星やつら ザ・障害物水泳大会（2010年、生徒）
- FAIRY TAIL 〜ようこそ フェアリーヒルズ!!〜（2011年、エバーグリーン）
- ハイスクールD×D（2012年、グレイフィア）※小説第13巻BD付限定版
- ストライクウィッチーズ Operation Victory Arrow vol.3 アルンヘムの橋（2015年、坂本美緒）
- 蒼穹のファフナー THE BEYOND（2019年 - 2020年、堂馬舞）

### アニメ
- こぴはん（2011年、門倉優奈[19]、男子中学生B）

### ゲーム
2006年
- 降魔霊符伝イヅナ（イヅナ）
- サンライズ英雄譚3（メアリ）

2007年
- 偽りの輪舞曲
- ウィル・オ・ウィスプ（エミリー、エミリオ）
- 降魔霊符伝イヅナ 弐（イヅナ）
- NARUTO -ナルト- 疾風伝 ナルティメットアクセル（村人女、木ノ葉商人）

2008年
- アユマユ オルタネイティヴ（恩田姫奈）
- イナズマイレブン（如月沙理奈）
- ウィル・オ・ウィスプ 〜イースターの奇跡〜（エミリー、エミリオ）
- KANE&LYNCH:DEAD MEN（ヨーコ）
- 剣と魔法と学園モノ。（セレスティア・女）
- ゴッド・オブ・ウォー 落日の悲愴曲（Slave Girl）
- 魔人探偵脳噛ネウロ ネウロと弥子の美食三昧 推理つきグルメ＆ミステリー（中田由希子）
- レインボーシックス ベガス 2（シャロン・ジュッド）

2009年
- ウィル・オ・ウィスプ DS（エミリー、エミリオ）
- ウィル・オ・ウィスプ ポータブル（エミリー、エミリオ）
- ダン←ダム 〜Dungeons & Dam〜（マリア、トリニティ、メーネ）
- トムクランシーズ H.A.W.X.（機体のシステム）

2010年
- ACE COMBATX2 ジョイントアサルト（サラ・アンデション）
- 剣と魔法と学園モノ。3（セレスティア・女）
- ストライクウィッチーズ2 いやす・なおす・ぷにぷにする（坂本美緒）

2011年
- アンチャーテッド 地図なき冒険の始まり（マリサ・チェイス）
- Original story from FAIRY TAIL 激突！カルディア大聖堂（エバーグリーン）
- ガチトラ!〜暴れん坊教師 in High School〜（小峰静香）
- キャサリン（リンゼイ・ウスペンスキー）

2012年
- バイオハザード リベレーションズ（レイチェル・フォリー）
- FAIRY TAIL ゼレフ覚醒（エバーグリーン）
- ファイアーエムブレム 覚醒（アンナ、セレナ）
- フォトカノ（喜多川美紗）

2013年
- フォトカノ Kiss（喜多川美紗）
- バイオハザード リベレーションズ アンベールド エディション（レイチェル・フォリー）

2014年
- 御城プロジェクト（飛山城、龍王山城、石山城、岡山城）
- ガールフレンド（仮）（岩本樹）
- 境界の国翼 アサルトレイヴン（カノウ・アオイ）
- ゼルダ無双（ゼルダ / シーク）
- ディアブロ III
- Dragon Nest（ネルウィン）
- ハイスクールD×D NEW FIGHT（グレイフィア・ルキフグス）

2015年
- Until Dawn -惨劇の山荘-（ハンナ、ベス）
- 幻影異聞録♯FE（コンビニ店員、仮面のコンビニ店員）
- ファイアーエムブレムif（ルーナ、アンナ）
- Fallout 4（パイパー）
- ミリ姫大戦 〜Militärische Mädchen〜（ブロニコフスキー）
- ストライクウィッチーズ 軌跡の輪舞曲（坂本美緒）

2016年
- 御城プロジェクト:RE（2016年 - 2022年、飛山城、龍王山城、石山城、岡山城、坂本美緒）
- ストライクウィッチーズ 軌跡の輪舞曲 Blitz（坂本美緒）

2017年
- ファイアーエムブレム ヒーローズ（2017年 - 2024年、アンナ、ユアン、セレナ、ルーナ）
- ファイアーエムブレム無双（アンナ）

2019年
- ファイアーエムブレム 風花雪月（アンナ）
- スターリンク バトル・フォー・アトラス （レイザー・ルメイ）

2020年
- ワールドウィッチーズ UNITED FRONT（坂本美緒）

2022年
- ファイアーエムブレム無双 風花雪月（アンナ）

2023年
- ファイアーエムブレム エンゲージ（アンナ）

### ドラマCD
2008年
- TVアニメ『かのこん』ドラマCD〜今日は記念日？ちずると耕太の初デート〜（佐々森ユウキ）
- ウィル・オ・ウィスプ ドラマCD〜クリスマスの軌跡〜（エミリー、エミリオ）

2009年
- HCD 執事様のお気に入り 2
- 少女ファイト 番外編「野良犬たちのおつかい」（早坂奈緒）※コミックス第5巻特装版に付属
- 東海道HISAME-陽炎- 千子村正編、高野山激闘編（2009年 - 2010年、嵯峨野葵）

2010年
- ストライクウィッチーズ2 秘め録CD上、下（坂本美緒）
- “文学少女”と飢え渇く幽霊【前篇】（橘サエコ）

2011年
- B.A.D. 嗤う髑髏（山下和枝）

2015年
- 蒼き雷霆ガンヴォルト 義心憤怒（街の人）

### デジタルコミック
- VOMIC コイバナ!〜恋せよ花火〜（2008年、乾美衣）

### 吹き替え

#### 担当女優
デミ・ロヴァート
- キャンプ・ロック（ミッチー）
- キャンプ・ロック2 ファイナル・ジャム（ミッチー）
- サニー with チャンス（サニー・マンロー）
- スタジオDC:オールスター・ライブ
- プリンセス・プロテクション・プログラム（プリンセス・ロザリンダ）

#### 映画
- 愛と青春の旅だち（ポーラ・ポクリフキ〈デブラ・ウィンガー〉）※VOD版
- アイ・フランケンシュタイン（テラ・ウェイド〈イヴォンヌ・ストラホフスキー〉）
- アダルトボーイズ遊遊白書（ロクサーヌ〈サルマ・ハエック〉）
- イーグル・アイ（ベッキー）
- ウォーリアー（テス・コンロン〈ジェニファー・モリソン〉）
- X-MEN2 ※テレビ朝日版
- 俺たちステップ・ブラザース -義兄弟-（パム）
- カンフー・ヨガ（ヌゥオミン〈ムチミヤ〉[36]）
- 消えた天使（ハリエット・ウェルズ）
- 幻影師アイゼンハイム（公爵令嬢ソフィ〈ジェシカ・ビール〉）
- ザ・ストーム（モリー〈イヴ・マウロ〉）
- ザ・リターン（ローワン・ブラックショウ〈メアリー・エリザベス・ウィンステッド〉）
- サルバドールの朝（モンセ）
- 呪怨 パンデミック（レイシー〈サラ・ローマー〉）※DVD版
- SPEED MAN（ベス）
- タクシードライバー ※DVD版
- 沈黙の逆襲（ニキータ・ウェルズ〈リーズル・カーステンス〉）
- ディザスター・ムービー!最'難'絶叫計画（美しき刺客）
- デスマスク（デイジー）
- デス・ルーム（フィービー）
- DOA/デッド・オア・アライブ
- パフューム ある人殺しの物語（ローラ〈レイチェル・ハード＝ウッド〉）
- バレエ・シューズ（ペドロヴァ・フォッシル）
- ハンコック（リポーター）
- バンテージ・ポイント（グレース）
- ファイナル・デッドサーキット 3D（ジャネット〈ヘイリー・ウェブ〉）
- フライト・リミット（ジェン〈グレイス・ガマー〉）
- フランケンシュタイン〜新種誕生（ウィリアム）
- プレデターズ(2006)（ローリー）
- ヘンリー・プールはここにいる 〜壁の神様〜
- ホーボー・ウィズ・ショットガン（アビー〈モリー・ダンスワース〉）
- マリオネット・ゲーム（ソフィー）
- 屋根裏のエイリアン（ベサニー〈アシュリー・ティスデール〉）
- 野蛮なやつら/SAVAGES（オフィーリア〈ブレイク・ライヴリー〉）
- 48時間（エレイン〈アネット・オトゥール〉）※WOWOW版
- 4分間のピアニスト（ジェニー・フォン・レーベル〈ハンナー・ヘルツシュプルング〉）

#### ドラマ
- アガサ・クリスティー トミーとタペンス -2人で探偵を-（タペンス・ベレスフォード〈ジェシカ・レイン〉[37]）
- アグリー・ベティ（レギュラー）
- 1年に12人の男（パク・タニャ）
- NCIS:LA 〜極秘潜入捜査班
- エリザベス1世 〜愛と陰謀の王宮〜
- 王女の男（イ・セリョン〈ムン・チェウォン〉） ※NHK版
- 華麗なるペテン師たち
  - 華麗なるペテン師たち4（ジャネット）
- 救命医ハンク セレブ診療ファイル（サーヤ）
- ギルモア・ガールズ（ルイーズ）
- グレイズ・アナトミー 恋の解剖学
- ケース・センシティブ 静かなる殺人
- コールドケース 迷宮事件簿
  - シーズン5（タミラ・ボーデン）
  - シーズン6（ケイト・バトラー）
- サルベーション-地球の終焉-（アマンダ・ニール〈シャジ・ラジャ〉）
- 三銃士（ユンソ〈ソ・ヒョンジン〉[38]）
- ザ・ユニット 米軍極秘部隊
- CSI:7 科学捜査班
- CSI:ニューヨーク3
- 笑傲江湖（儀和）
- SUITS/スーツ（レイチェル・ゼイン〈メーガン・マークル〉）
- ソウルメイト
- TOUCH/タッチ
- 24 -TWENTY FOUR-
  - シーズン4（ニコール）
  - シーズン5（エヴリン）
- ドクター・フー
- ドールハウス Dollhouse
- ナース・ジャッキー3
- NUMBERS 天才数学者の事件ファイル（メーガン・リーブス〈ダイアン・ファール〉）
- NIKITA / ニキータ（カサンドラ）
- パラダイス牧場（イ・ダジ〈イ・ヨニ〉）
- ハリーズ・ロー 裏通り法律事務所
- HEROES/ヒーローズ（モニカ・ドーソン〈ダナ・デイヴィス〉）
- プライベート・プラクティス 迷えるオトナたち（マヤ）
- ブルーブラッド 〜NYPD家族の絆〜
- BONES シーズン4（アリッサ・ハウランド）
- ホワイトチャペル3 終わりなきなる殺意（リジー・ペッパー）
- マードック・ミステリー 〜刑事マードックの捜査ファイル〜（ジュリア・オグデン〈ヘレナ・ジョイ〉）
- ミス・リプリー（ムン・ヒョジュ〈カン・ヘジョン〉）
- ミディアム 霊能者アリソン・デュボア（マンディ・サットン）
- 名探偵モンク3
- 屋根部屋のプリンス（パク・ハ / プヨン〈ハン・ジミン〉）
- 誘拐交渉人 裏切りの陰謀（フローランス・ホランド）
- よみがえり 〜レザレクション〜（マギー・ラングストン〈デヴィン・ケリー〉）
- リ・ジェネシス バイオ犯罪捜査班 シーズン3
- リゾーリ&アイルズ ヒロインたちの捜査線
- 私はラブ・リーガル2
- グッド・プレイス（エレノア・シェルストロップ）
- ハンムラビ法廷（パク・チャオルム役:コ・アラ）

#### アニメ
- アイス・エイジ3/ティラノのおとしもの
- WALL・E/ウォーリー
- X-メン(トゥーン・ディズニー版)（ジュビリー）
- ザ・シンプソンズ MOVIE（マギー・シンプソン）※劇場公開版
- メーターの東京レース

### ラジオ
- 501st JFW.OA〜第五〇一統合戦闘航空団公式放送〜（2011年 - 2016年、音泉・HiBiKi Radio Station）- 不定期ゲストパーソナリティー出演

### ラジオCD
- ストライクウィッチーズ 501st JFW.OA〜501統合戦闘航空団公式放送〜 1（第3・4回、2011年11月30日）

### 舞台
- 崩れた石垣 のぼる鮭たち（青山真弓）
- 結婚契約 破棄宣言（2011年9月14日 - 23日、おば）[39]
- 黄昏のメルヘン（案内人）
- マウスプロモーション 第4回公演『桜の花にだまされて』

### その他
- パチスロ 2027（小宮佐知子）
- ボイスオーバー「有吉反省会」
- ボイスオーバー「未来世紀ジパング」
- 今どきオトコ塾（ナレーション）[40]
- おこめりっと（ナレーション）
- 恋んトス（キューピッドの声）
- 健診!メディカルランド（羊の声）[41]
- ファイアーエムブレム英雄百歌（朗読:アンナ[42]）

## ディスコグラフィ

### キャラクターソング
| 発売日   | 商品名                                                                                     | 歌 | 楽曲                                                            | 備考                                                                                |
| 2010年   | 2010年                                                                                     | 2010年 | 2010年                                                          | 2010年                                                                              |
| -------- | ------------------------------------------------------------------------------------------ | --- | --------------------------------------------------------------- | ----------------------------------------------------------------------------------- |
| 10月20日 | Over Sky                                                                                   | 宮藤芳佳（福圓美里）、坂本美緒（世戸さおり） | 「Over Sky Type-1」                                             | テレビアニメ『ストライクウィッチーズ2』エンディングテーマ                           |
| 10月20日 | Over Sky                                                                                   | 坂本美緒（世戸さおり）、宮藤芳佳（福圓美里） | 「Over Sky Type-2」                                             | テレビアニメ『ストライクウィッチーズ2』エンディングテーマ                           |
| 10月20日 | Over Sky                                                                                   | 坂本美緒（世戸さおり）、ペリーヌ・クロステルマン（沢城みゆき） | 「Over Sky Type-9」                                             | テレビアニメ『ストライクウィッチーズ2』エンディングテーマ                           |
| 10月20日 | Over Sky                                                                                   | 坂本美緒（世戸さおり）、ミーナ・ディートリンデ・ヴィルケ（田中理恵） | 「Over Sky Type-11」                                            | テレビアニメ『ストライクウィッチーズ2』エンディングテーマ                           |
| 10月20日 | Over Sky                                                                                   | 宮藤芳佳（福圓美里）、坂本美緒（世戸さおり）、ミーナ・ディートリンデ・ヴィルケ（田中理恵）、ペリーヌ・クロステルマン（沢城みゆき）、リネット・ビショップ（名塚佳織）、エーリカ・ハルトマン（野川さくら）、ゲルトルート・バルクホルン（園崎未恵）、フランチェスカ・ルッキーニ（斎藤千和）、シャーロット・E・イェーガー（小清水亜美）、サーニャ・V・リトヴャク（門脇舞以）、エイラ・イルマタル・ユーティライネン（大橋歩夕） | 「Over Sky Type-12」                                            | テレビアニメ『ストライクウィッチーズ2』エンディングテーマ                           |
| 2012年   |                                                                                            | |                                                                 |                                                                                     |
| 3月21日  | ストライクウィッチーズ劇場版 オリジナル・サウンドトラック                                  | 石田燿子＆第501統合戦闘航空団with服部静夏（内田彩） | 「約束の空へ〜私のいた場所〜」                                  | 劇場アニメ『ストライクウィッチーズ 劇場版』主題歌                                   |
| 4月18日  | ストライクウィッチーズ 劇場版 主題歌COLLECTION                                             | 坂本美緒（世戸さおり） | 「約束の空へ〜私のいた場所〜 Type-坂本美緒」                    | 劇場アニメ『ストライクウィッチーズ 劇場版』関連曲                                   |
| 2013年   |                                                                                            | |                                                                 |                                                                                     |
| 10月2日  | ストライクウィッチーズ 劇場版 秘め歌コレクション4                                          | 宮藤芳佳（福圓美里）、坂本美緒（世戸さおり）、服部静夏（内田彩） | 「リバウ航空隊」 「Endless Sky」 「約束の空へ〜私のいた場所〜」 | 劇場アニメ『ストライクウィッチーズ 劇場版』関連曲                                   |
| 10月2日  | ストライクウィッチーズ 劇場版 秘め歌コレクション4                                          | 坂本美緒（世戸さおり） | 「風のストライカー」                                            | 劇場アニメ『ストライクウィッチーズ 劇場版』関連曲                                   |
| 2016年   |                                                                                            | |                                                                 |                                                                                     |
| 5月1日   | ストライクウィッチーズ 秘め歌コンプリートBOX STRIKE WITCHES                                | 宮藤芳佳（福圓美里）、坂本美緒（世戸さおり）、リネット・ビショップ（名塚佳織）、ペリーヌ・クロステルマン（沢城みゆき）、ミーナ・ディートリンデ・ヴィルケ（田中理恵）、ゲルトルート・バルクホルン（園崎未恵）、エーリカ・ハルトマン（野川さくら）、フランチェスカ・ルッキーニ（斎藤千和）、シャーロット・E・イェーガー（小清水亜美）、サーニャ・V・リトヴャク（門脇舞以）、エイラ・イルマタル・ユーティライネン（大橋歩夕） | 「Going up」                                                    | 『ストライクウィッチーズ』関連曲                                                    |
| 5月1日   | ストライクウィッチーズ 秘め歌コンプリートBOX STRIKE WITCHES                                | 坂本美緒（世戸さおり） | 「Going up」                                                    | 『ストライクウィッチーズ』関連曲                                                    |
| 2019年   |                                                                                            | |                                                                 |                                                                                     |
| 1月9日   | ワールドウィッチーズ 10th ANNIVERSARY 秘め歌コレクション特別版 Vol.4 扶桑皇国海軍篇        | 坂本美緒（世戸さおり） | 「時」                                                          | 『ワールドウィッチーズ』関連曲                                                      |
| 1月9日   | ワールドウィッチーズ 10th ANNIVERSARY 秘め歌コレクション特別版 Vol.4 扶桑皇国海軍篇        | 坂本美緒（世戸さおり） with 宮藤芳佳（福圓美里） | 「Fly up so high」                                              | 『ワールドウィッチーズ』関連曲                                                      |
| 1月9日   | ワールドウィッチーズ 10th ANNIVERSARY 秘め歌コレクション特別版 Vol.4 扶桑皇国海軍篇        | 宮藤芳佳（福圓美里） with 坂本美緒（世戸さおり） | 「Fly up so high」                                              | 『ワールドウィッチーズ』関連曲                                                      |
| 6月26日  | TVアニメ「ストライクウィッチーズ 501部隊発進しますっ！」エンディング・テーマ・コレクション | 坂本美緒（世戸さおり） | 「Treasure of life #5」                                         | テレビアニメ『ストライクウィッチーズ 501部隊発進しますっ！』エンディングテーマ      |
| 6月26日  | TVアニメ「ストライクウィッチーズ 501部隊発進しますっ！」エンディング・テーマ・コレクション | 第501統合戦闘航空団 | 「Treasure of life #12」                                        | テレビアニメ『ストライクウィッチーズ 501部隊発進しますっ！』エンディングテーマ      |
| 10月2日  | ストライクウィッチーズ劇場版 501部隊発進しますっ！ ミュージック・コレクション              | 第501統合戦闘航空団、服部静夏（内田彩） | 「Treasure of life」                                            | 劇場アニメ『ストライクウィッチーズ 劇場版 501部隊発進しますっ！』エンディングテーマ |
| 10月2日  | ストライクウィッチーズ劇場版 501部隊発進しますっ！ ミュージック・コレクション              | 第501統合戦闘航空団 | 「Fly up so high」                                              | 劇場アニメ『ストライクウィッチーズ 劇場版 501部隊発進しますっ！』関連曲             |
| 2021年   |                                                                                            | |                                                                 |                                                                                     |
| 2月3日   | ストライクウィッチーズ 第501統合戦闘航空団歌唱集-坂本美緒少佐-                             | 坂本美緒（世戸さおり） | 「曙光の足跡」 「ブックマーク ア・ヘッド」 「Over Sky」         | テレビアニメ『ストライクウィッチーズ ROAD to BERLIN』関連曲                         |
| 2月3日   | ストライクウィッチーズ 第501統合戦闘航空団歌唱集-坂本美緒少佐-                             | 坂本美緒（世戸さおり） | 「君の翼に憧れて」                                              | テレビアニメ『ストライクウィッチーズ ROAD to BERLIN』エンディングテーマ             |
| 3月31日  | ワールドウィッチーズ発進しますっ！ 第501統合戦闘航空団発進しますっ！                       | 坂本美緒（世戸さおり）、ミーナ・ディートリンデ・ヴィルケ（田中理恵） | 「カラフルエブリデイ」                                          | テレビアニメ『ワールドウィッチーズ発進しますっ！』エンディングテーマ                |
| 3月31日  | ワールドウィッチーズ発進しますっ！ 第501統合戦闘航空団発進しますっ！                       | 第501統合戦闘航空団 | 「カラフルエブリデイ」                                          | テレビアニメ『ワールドウィッチーズ発進しますっ！』エンディングテーマ                |
| 7月21日  | ワールドウィッチーズ 秘め歌コレクション デン・ヘルダー篇                                   | 坂本美緒（世戸さおり） | 「カラフルエブリデイ」                                          | 『ワールドウィッチーズ』関連曲                                                      |